# Gran Premio Jockey Club (Argentina)
El Gran Premio Jockey Club es una carrera de caballos reservada para productos (machos o hembras) nacionales e internacionales de tres años de edad, que se disputa en la pista de césped del Hipódromo de San Isidro, y sobre una distancia de 2.000 metros.
Es una de las competencias más importantes de San Isidro, perteneciente al Grupo I de la escala internacional, y constituye la segunda gema de la Triple Corona del Turf Argentino, que culmina en noviembre con la disputa del Gran Premio Nacional.
Comenzó a disputarse en 1883, como el principal premio organizado por el Jockey Club de Buenos Aires. Originalmente se disputaba en el Hipódromo de Palermo y el primer ganador fue un ejemplar británico.
La principal carrera preparatoria para este certamen es el Clásico Ensayo y se disputa en el mes previo.
La prueba es complementada por el Gran Premio San Isidro (todo caballo, 1.600 metros) y el Gran Premio Suipacha (todo caballo, 1000 metros).

## Ganadores del Gran Premio Jockey Club
| Año  | Ganador         | Jockey               | País | Padre              | País | Madre             | País | Criador                             | Caballeriza                     | Chaquetilla        |
| ---- | --------------- | -------------------- | ---- | ------------------ | ---- | ----------------- | ---- | ----------------------------------- | ------------------------------- | ------------------ |
| 1883 | Nana            |                      |      | Altyre             |      | Cora Pearl        |      |                                     | F. B. Bosch                     |                    |
| 1884 | Miss Palmer     |                      |      | Grey Palmer        |      | Annie Bland       |      |                                     | Santiago Casey                  |                    |
| 1885 | Beausoleil      |                      |      | Fedor              |      | Bayadare          |      |                                     | Prisionero                      |                    |
| 1886 | Hawk Eye        |                      |      | Phoenix            |      | Cora              |      |                                     | Luis Chico                      |                    |
| 1887 | Lenape          |                      |      | Phoenix            |      | Cora              |      |                                     | J. S. Boucau                    |                    |
| 1888 | Marinera        |                      |      | Phoenix            |      | Cora              |      |                                     | T. L. Jezzi                     |                    |
| 1889 | Ministro        |                      |      | Chivalrous         |      | Miss Palmer       |      |                                     | Jorge Atucha                    |                    |
| 1890 | San Martín      |                      |      | Phoenix            |      | Falka             |      |                                     | Gral. San Martín                |                    |
| 1891 | Amianto         |                      |      | Zanoni             |      | Mariana           |      | Haras La Curamalán                  | Las Ortigas                     |                    |
| 1892 | Rivadavia       |                      |      | Chilvarous         |      | Baronesa          |      |                                     | La Prensa                       |                    |
| 1893 | Malakoff        |                      |      | Whipper In         |      | Vera              |      | Haras Las Rosas                     | J.B. Zubiaurre                  |                    |
| 1894 | Lancero         |                      |      | St. Mirrin         |      | Artillerie        |      | Saturnino Unzué                     | Indecis                         |                    |
| 1895 | Ontario         |                      |      | Orbit              |      | Adriana           |      |                                     | A. Lincoln                      |                    |
| 1896 | Purrán          |                      |      | St. Gall           |      | Alondra           |      |                                     | Magna Domus                     |                    |
| 1897 | Orange          |                      |      | Orbit              |      | Courbature        |      |                                     | Gral. San Martín                |                    |
| 1898 | Le Sancy        |                      |      | Neapolis           |      | Lobería           |      |                                     | Los Cardos                      |                    |
| 1899 | Valero          |                      |      | Gay Hermit         |      | Jane Hading       |      |                                     | Los Cardos                      |                    |
| 1900 | Cordon Rouge    |                      |      | Gary Hermit        |      | Framework         |      |                                     | Don Gonzalo                     |                    |
| 1901 | Urunday         |                      |      | Buenos Aires       |      | Damara            |      |                                     | Italia                          |                    |
| 1902 | Pippermint      |                      |      | St. Mirren         |      | Mostaza           |      |                                     | Escocés                         |                    |
| 1903 | Américo         |                      |      | Stilleto           |      | Columbia          |      |                                     | Don Gonzalo                     |                    |
| 1904 | Old Man         |                      |      | Orbit              |      | Moissonneuse      |      | Haras Viejo                         | Petite Ecurie                   |                    |
| 1905 | Pelayo          |                      |      | Neapolis           |      | Pitanga           |      | Haras Ojo de Agua                   | Lagrange                        |                    |
| 1906 | Melgarejo       |                      |      | Amianto            |      | Mimi              |      |                                     | El Jockey                       |                    |
| 1907 | Orinoco         |                      |      | Orbit              |      | Dido              |      | Haras Nacional                      | Lagrange                        |                    |
| 1908 | Chopp           |                      |      | Penitente          |      | Delicada          |      | Haras Nacional                      | El Turf                         |                    |
| 1909 | Casiopea        |                      |      | Kendal             |      | Asteria           |      |                                     | Don Gonzalo                     |                    |
| 1910 | Espírita        |                      |      | Old Man            |      | Espuma            |      | Haras El Moro                       | Petite Ecurie                   |                    |
| 1911 | Volador         |                      |      | Val D'Or           |      | La Polla          |      |                                     | El Jockey                       |                    |
| 1912 | Balboa          |                      |      | El Amigo           |      | Bruja             |      |                                     | Pandero                         |                    |
| 1913 | Asturiano       |                      |      | Old Man            |      | Small Glass       |      |                                     | Ituzaingó                       |                    |
| 1914 | Avicenia        |                      |      | Druid              |      | Avispa            |      |                                     | Lacar                           |                    |
| 1915 | Ocurrencia      |                      |      | Val D'Or           |      | Meltona           |      |                                     | Indecis                         |                    |
| 1916 | Vadarkblar      |                      |      | Druid              |      | Dina              |      |                                     | Provincial                      |                    |
| 1917 | Botafogo        |                      |      | Old Man            |      | Korea             |      | Haras El Moro                       | Diego de Alvear                 |                    |
| 1918 | Caricato        |                      |      | Craganour          |      | Caricia           |      |                                     | Haras Chapadmalal               |                    |
| 1919 | Buen Ojo        |                      |      | Craganour          |      | View              |      |                                     | B. Villanueva                   |                    |
| 1920 | Calderón        |                      |      | Pipiolo            |      | Czarina           |      |                                     | Libertad                        |                    |
| 1921 | Agüeros         |                      |      | Your Majesty       |      | Cumba             |      |                                     | Novela                          |                    |
| 1922 | Rico            |                      |      | Picacero           |      | Realeza           |      |                                     | Condal                          |                    |
| 1923 | La Patria       |                      |      | Dusty Miller       |      | La Ley            |      |                                     | El Marino                       |                    |
| 1924 | Lombardo        |                      |      | St. Wolf           |      | La Cerny          |      |                                     | La Cuquita                      |                    |
| 1925 | Pedantón        |                      |      | Spring Thyme       |      | Pifiona           |      |                                     | A.S.                            |                    |
| 1926 | Rubens          |                      |      | Remanso            |      | Mamita II         |      |                                     | J. C. Saavedra                  |                    |
| 1927 | Bermejo         |                      |      | Remanso            |      | Mamita II         |      | Haras La Oriental                   | J. C. Saavedra                  |                    |
| 1928 | Pibería         |                      |      | Picacero           |      | Piba              |      |                                     | Condal                          |                    |
| 1929 | Cocles          | Irineo Leguisamo     |      | Copyright          |      | Cecilia Metella   |      |                                     | La Morena                       |                    |
| 1930 | Sierra Balcarce | Pascual Cuchinelli   |      | Kendal             |      | Sierra Leona      |      |                                     | Cantón                          |                    |
| 1931 | Mineral         | Osvaldo Solari       |      | Leteo              |      | Moderna           |      |                                     | Alerta                          |                    |
| 1932 | Payaso          |                      |      | Re-Echo            |      | Payasada          |      |                                     | Yeruá                           |                    |
| 1933 | Orégano         |                      |      | Diadochos          |      | Yerberita         |      |                                     | Galeno                          |                    |
| 1934 | Silfo           |                      |      | Silurian           |      | Rebelión II       |      |                                     | Lucifer                         |                    |
| 1935 | Ix              | Jacinto Sola         |      | Congreve           |      | Betha             |      |                                     | Pereyra                         |                    |
| 1936 | Médicis         |                      |      | Congreve           |      | Médée             |      |                                     | El Bosque                       |                    |
| 1937 | Rolando         |                      |      | Tresiete           |      | Perséfona         |      |                                     | La Cucaracha                    |                    |
| 1938 | Sorteado        |                      |      | Tresiete           |      | Sentina           |      |                                     | La Susanita                     |                    |
| 1939 | Embrujo         |                      |      | Congreve           |      | Encore            |      | Haras Ojo de Agua                   | Los Patrios                     |                    |
| 1940 | La Mission      |                      |      | Congreve           |      | Iquem             |      |                                     | La Cascada                      |                    |
| 1941 | Bubalco         |                      |      | Tresiete           |      | Bibesca           |      |                                     | El Grillo                       |                    |
| 1942 | Tónico          |                      |      | Tresiete           |      | Pedantilla        |      |                                     | Don Francisco                   |                    |
| 1942 | A Volanté       |                      |      | Ipe                |      | Griseta           |      |                                     | Indecis                         |                    |
| 1943 | Filón           |                      |      | Full Sail          |      | Felina            |      |                                     | Upper Cut                       |                    |
| 1944 | Guatán          |                      |      | Floretista         |      | Guayaca           |      |                                     | Sancti Spiritu                  |                    |
| 1945 | Estuardo        |                      |      | British Empire     |      | Pipe Dream        |      |                                     | El Potrero                      |                    |
| 1946 | Seductor        |                      |      | Full Sail          |      | Suma              |      |                                     | B. de Macedo                    |                    |
| 1947 | Nigromante      |                      |      | Embrujo            |      | Niguá             |      |                                     | Los Patrios                     | Horse racing silks |
| 1948 | Cruz Montiel    |                      |      | Fox Cub            |      | Cruz de Malta     |      |                                     | Lía H.                          |                    |
| 1949 | Kentucky        |                      |      | Killarney          |      | Maliciosa         |      |                                     | El Mangrullo                    |                    |
| 1950 | Albarracín      |                      |      | Strand             |      | Algazara          |      |                                     | Las Tortugas                    |                    |
| 1951 | Yatasto         |                      |      | Selim Hassan       |      | Yucca             |      |                                     | Atenas                          | Horse racing silks |
| 1952 | Branding        |                      |      | Burudún            |      | Vengadora         |      |                                     | San Andrés                      |                    |
| 1953 | Pontino         |                      |      | Embrujo            |      | Padua             |      |                                     | Mafra                           |                    |
| 1954 | Basajaún        |                      |      | Embrujo            |      | Basilea           |      |                                     | Los Patrios                     | Horse racing silks |
| 1955 | Tatán           |                      |      | Yuvaraj            |      | Valkyrie          |      |                                     | Los Cerros                      |                    |
| 1956 | Pipote          |                      |      | Gulf Stream        |      | Pampilla          |      |                                     | F. Álzaga Unzué                 |                    |
| 1957 | Carapálida      |                      |      | Claro              |      | India             |      |                                     | Malal Hué                       | Horse racing silks |
| 1958 | Manantial II    |                      |      | Gulf Stream        |      | Magda             |      |                                     | Triunfador                      |                    |
| 1959 | Mamboretá       |                      |      | Gulf Stream        |      | Margarita         |      |                                     | King Ranch                      |                    |
| 1960 | Pechazo         | Aníbal Etchart       |      | Guatán             |      | Perpexle          |      |                                     | Las Piedras                     |                    |
| 1961 | Marista         |                      |      | Nigromante         |      | Maria Stuart      |      |                                     | Ana María                       |                    |
| 1962 | Huxley          |                      |      | Cardington King    |      | Husna             |      |                                     | C.L.V.                          |                    |
| 1963 | Snow Bluff      |                      |      | Snow Cat           |      | Cinerea           |      | Haras Don Santiago                  | Inés Lucy                       | Horse racing silks |
| 1964 | Gobernado       |                      |      | Ever Ready         |      | Gubelina II       |      | Haras Kentucky                      | Nadina                          | Horse racing silks |
| 1965 | Tai             |                      |      | Tahoe              |      | Barbela           |      | Haras El Paraíso                    | El Huemul                       |                    |
| 1966 | Forli           |                      |      | Aristophanes       |      | Trevisa           |      | Haras Ojo de Agua                   | Riqui                           |                    |
| 1967 | El Califa       |                      |      | Good Time          |      | Eterna            |      | Haras Don Yayo                      | Rosa Isabel                     | Horse racing silks |
| 1968 | Mondragón       |                      |      | Tirreno            |      | Ondarroa          |      |                                     | A. R. Bullrich                  |                    |
| 1969 | Practicante     |                      |      | Pronto             |      | Extrañeza         |      |                                     | El Turf                         | Horse racing silks |
| 1970 | Cipol           |                      |      | Centauro           |      | Sharp             |      | Haras Chapadmalal                   | Comalal                         | Horse racing silks |
| 1971 | Indian Good     | Carlos Saenz         |      | Incaico            |      | La Palermo        |      |                                     | G. Amador                       |                    |
| 1972 | Dimbokro        |                      |      | Immortality        |      | Cote D'Ivoire     |      | Haras Comalal                       | Las Hormigas                    | Horse racing silks |
| 1973 | Moraes Tinto    |                      |      | Aleni              |      | Bas de Laine      |      | Haras El Pelado                     | Los Griegos                     |                    |
| 1974 | El Gran Capitán |                      |      | Martinet           |      | Palpitadora       |      | Haras El Turf                       | El Turf                         | Horse racing silks |
| 1975 | Full of Wine    |                      |      | Full Gallop        |      | Miss Hilda        |      | Haras San Mateo                     | Macaurel                        |                    |
| 1976 | Crest Pan       |                      |      | Snow Crest         |      | Zum               |      |                                     | Tessa                           |                    |
| 1977 | Farnesio        |                      |      | Good Manners       |      | La Farnesina      |      | Haras Ojo de Agua                   | El Turf                         | Horse racing silks |
| 1978 | Telescópico     | Marina Lezcano       |      | Table Play         |      | Filipina          |      |                                     | Don Yeye                        | Horse racing silks |
| 1979 | Duero           |                      |      | Cambremont         |      | Villalba          |      |                                     | R.C.D.                          |                    |
| 1980 | Mountdrago      |                      |      | Sheet Anchor       |      | Atbara            |      | Haras San José del Socorro          | Toqui                           | Horse racing silks |
| 1981 | Tello           |                      |      | Tan Pronto         |      | Foo Foo           |      |                                     | La Onda                         |                    |
| 1982 | Fort de France  |                      |      | Kasteel            |      | Bastille          |      |                                     | De Más de 2                     | Horse racing silks |
| 1983 | Ball Fighter    |                      |      | Snow Ball          |      | Estrellería       |      |                                     | Haras Los Robles                |                    |
| 1984 | Reverente       |                      |      | El Virtuoso        |      | Red Smoke         |      |                                     | Por Fin                         |                    |
| 1985 | Bonsoir         |                      |      | Mariache II        |      | Snow Night        |      |                                     | La Titina                       | Horse racing silks |
| 1986 | El Serrano      | Luis Alzamora        |      | Excel II           |      | Dashing Rock      |      | Haras El Paraíso                    | El Marinero                     |                    |
| 1987 | Monte Simón     |                      |      | Mountdrago         |      | Alardeante        |      | Haras La Biznaga                    | La Biznaga                      | Horse racing silks |
| 1988 | Ultrasonido     | Vilmar Sanguinetti   |      | Noble Quillo       |      | Ultrasonic        |      | Haras El Turf                       | Don Henry                       | Horse racing silks |
| 1989 | Auténtico       | Antonio Rivero       |      | Factorial          |      | Alegradora        |      |                                     | El Globito                      |                    |
| 1990 | Algenib         | Miguel Ángel Sarati  |      | Oak Dancer         |      | Cephei            |      | Haras Comalal                       | El Galo                         | Horse racing silks |
| 1991 | L'Express       | José Luis Batruni    |      | Un Reitre          |      | Carolng Express   |      | Haras La Borinqueña                 | La Borinqueña                   | Horse racing silks |
| 1992 | Mr. Light Tres  | Juan Maciel          |      | Light Cavalry      |      | Miss Loreto       |      | Rubén Prieto                        | La Buena Estrella               | Horse racing silks |
| 1993 | Huido           | Luis Triviño         |      | Ataviado           |      | Awol              |      | Cornelio Donovan y Eduardo Solveyra | San Gilberto                    | Horse racing silks |
| 1994 | El Sembrador    | Guillermo Sena       |      | Octante            |      | Niña Flor         |      | Haras El Paraíso                    | Andrea E.                       | Horse racing silks |
| 1995 | Espirro         | Juan José Paule      |      | Gem Master         |      | Haigway Affair    |      | Haras El Manzanar                   | Haras El Manzanar               | Horse racing silks |
| 1996 | Refinado Tom    | Jorge Valdivieso     |      | Shy Tom            |      | Ma Raffine        |      | Haras La Biznaga                    | La Biznaga                      | Horse racing silks |
| 1997 | Chullo          | Oscar Conti          |      | Equalize           |      | Qué Ilusión       |      | Haras San Pablo                     | San Pablo                       | Horse racing silks |
| 1998 | Have A Champ    | Jacinto Herrera      |      | Ski Champ          |      | Have A Care       |      | Haras Firmamento                    | El Establo                      | Horse racing silks |
| 1999 | Asidero         | Edwin Talaverano     |      | Fadeyev            |      | Lady Aspasia      |      | Haras de la Pomme                   | La Pomme                        | Horse racing silks |
| 2000 | City West       | Juan Carlos Noriega  |      | Candy Stripes      |      | City Girl         |      | Haras Abolengo                      | Mariano A.                      | Horse racing silks |
| 2001 | Ice Point       | Pablo Falero         |      | Roy                |      | Ice the Champagne |      | Haras Vacación                      | Vacación                        | Horse racing silks |
| 2002 | Peasant         | Pedro Robles         |      | Equalize           |      | Nashira           |      | Julio y Mario Perkins               | La Frontera                     | Horse racing silks |
| 2003 | Lancettier      | Pablo Falero         |      | Numerous           |      | L' amarine        |      | Haras Santa María de Araras         | Santa María de Araras           | Horse racing silks |
| 2004 | Latency         | Pablo Falero         |      | Slew Gin Fizz      |      | Latencia          |      | Haras Las Dos Manos                 | Las Dos Manos                   | Horse racing silks |
| 2005 | Forty Licks     | Horacio Betansos     |      | Not for Sale       |      | Bailesa           |      | Haras Arroyo de Luna                | El Wing                         | Horse racing silks |
| 2006 | Gran Estreno    | Rodrigo Blanco       |      | Lucky Roberto      |      | Great Stampa      |      | Eduardo Luther                      | Chelsea                         | Horse racing silks |
| 2007 | Indio Glorioso  | Julio César Méndez   |      | Honour and Glory   |      | Indianita         |      | Haras de la Pomme                   | S. de B.                        | Horse racing silks |
| 2008 | City Banker     | Facundo Jarcovsky    |      | Lode               |      | Cirandinha        |      | Haras Santa María de Araras         | El Gusy                         | Horse racing silks |
| 2009 | Interaction     | Edwin Talaverano     |      | Easing Along       |      | Inter Rails       |      | Haras Futuro                        | Haras Futuro                    | Horse racing silks |
| 2010 | Anaerobio       | Julio César Méndez   |      | Catcher In The Rye |      | Potra Anala       |      | Haras La Madrugada                  | La Frontera                     | Horse racing silks |
| 2011 | Suggestive Boy  | Eduardo Ortega Pavón |      | Easing Along       |      | Suffrage          |      | Haras Futuro                        | Haras Pozo de Luna              | Horse racing silks |
| 2012 | Indy Point      | Gonzalo Hahn         |      | Indygo Shiner      |      | Red Point         |      | Felipe Lovisi                       | Gus-May-Fer                     | Horse racing silks |
| 2013 | Ecólogo         | Francisco Corrales   |      | Easing Along       |      | Eco Austral       |      | Haras Futuro                        | Haras Futuro                    | Horse racing silks |
| 2014 | Blues Traveler  | Juan Carlos Noriega  |      | Equal Stripes      |      | Barby Parade      |      | Haras Abolengo                      | Alegría                         | Horse racing silks |
| 2015 | Hi Happy        | Altair Domingos      |      | Pure Prize         |      | Historia          |      | Haras La Providencia                | La Providencia                  | Horse racing silks |
| 2016 | He Runs Away    | Rodrigo Blanco       |      | Heliostatic        |      | Heaven To Sally   |      | Haras Santa María de Araras         | The Guante                      | Horse racing silks |
| 2017 | Village King    | Gonzalo Bellocq      |      | Campanologist      |      | Villard           |      | Haras Santa María de Araras         | Keyser Soze                     | Horse racing silks |
| 2018 | Imagen de Roma  | Pablo Falero         |      | Roman Ruler        |      | In Mission        |      | Haras Vacación                      | Santa Elena                     | Horse racing silks |
| 2019 | Roman Joy       | Eduardo Ortega Pavón |      | Fortify            |      | The Rosy          |      | Haras La Biznaga                    | Haras El Ángel de Venecia (SFE) | Horse racing silks |
| 2020 | Marignac        | Adrián Giannetti     |      | Equal Stripes      |      | Marina Romea      |      | Haras Santa Inés                    | Las Monjitas                    | Horse racing silks |
| 2021 | Zodiacal        | Luciano Cabrera      |      | Cityscape          |      | Etoile Blanc      |      | Phalaris S.R.L.                     | Los Dago                        | Horse racing silks |
| 2022 | Natan           | Adrián Giannetti     |      | Señor Candy        |      | Nuit              |      | Haras Carampangue                   | Las Monjitas                    | Horse racing silks |
| 2023 | Happy Happy Day | Brian Enrique        |      | Hi Happy           |      | Champi Day        |      | Haras Firmamento                    | Las Monjitas                    | Horse racing silks |
| 2024 | Acento Final    | Kevin Banegas        |      | Treasure Beach     |      | A Tu Salud        |      | Haras Pozo De Luna                  | Stud Macul                      |                    |